# Александровская площадь (Уфа)
Александровская площадь — историческая городская площадь в Ленинском районе города Уфы. Находится на Александровском холме в Новой Уфе, в квартале улиц Кирова, Красина и Карла Маркса, примыкая к Профсоюзной площади с улицей Мустая Карима и скверу Мустая Карима.
Названа по уничтоженной Александровской церкви, в центре которой была построена.
Западная часть площади называлась Казарменной — по названию казарм внутренней стражи Уфимского гарнизона — данное название упоминалось в документах только тогда, когда место использовалось для публичной казни преступников, и на картах не отмечалось.

## Описание
Основной архитектурный облик площади сформировался в 1840-е годы в виде ансамбля зданий в стиле позднего классицизма — площадь и расположенная на ней Александровская церковь должны были стать архитектурной доминантой северо-западной части Новой Уфы в противовес будущих Приютской площади и Рождество-Богородской церкви.
В годы Советской власти площадь изменила своё функциональное назначение и архитектурный облик: Александровская церковь была уничтожена и на её фундаменте построен Дворец профсоюзов, а квартал, который примыкал к восточной части площади — полностью снесён — на его месте устроена Профсоюзная площадь.

### Ансамбль
Главной доминантой площади являлась Александровская церковь. К западной части площади примыкали казармы внутренней стражи, часть комплекса которых сохранилась. Также сохранилось единственное деревянное здание — особняк Новиковых (ныне — памятник архитектуры), примыкающий к южной части площади.
Перестроенный Дворец профсоюзов является объектом культурного наследия регионального значения как Дом союзов, перед которым разбит сквер Мустая Карима. К южной части примыкает комплекс зданий «Башкирэнерго», ныне занимаемые «Башнефть». К северной части примыкает Дом медиков и актёров, построенный по проекту архитектора Б. Г. Калимуллина.

## История
В 1803 году гражданским губернатором Оренбургской губернии Алексеем Александровичем Врасским разработан и представлен императору Александру I проект новой планировки Уфы. Планировку произвёл губернский архитектор Д. М. Дельмедико. Дальнейшая судьба плана неизвестна.
Согласно плану Уфы 1819 года Вильяма Гесте, на безымянном холме устраивалась церковь, вокруг которой располагалась четвёртая городская площадь, в нарушение градостроительных правил XIX века, асимметрично главной Соборной и Верхнеторговой площадям Уфы. В мае 1823 года улицу, которая соединяла две площади (Верхнеторговую и будущую Александровскую), к приезду Императора Александра I было решено назвать Александровской.
18 сентября 1824 года Александр I заложил первый закладной камень из белого известняка, на котором записаны дата, время и место основания будущей Александровской церкви (построена к 1835 году), а также выбрал место для казарм внутренней стражи Уфимского линейного батальона (построены к 1839 году).
В 1931 году храм закрыт и разобран. В 1934 году на фундаменте уничтоженного храма и при церковном кладбище с могилами священников начато строительство Дворца социалистической культуры по проекту В. Д. Кокорина. В 1980–1985 годах здание реконструировано по проекту архитекторов Р. И. Кирайдта и P. P. Авсахова.

## Галерея

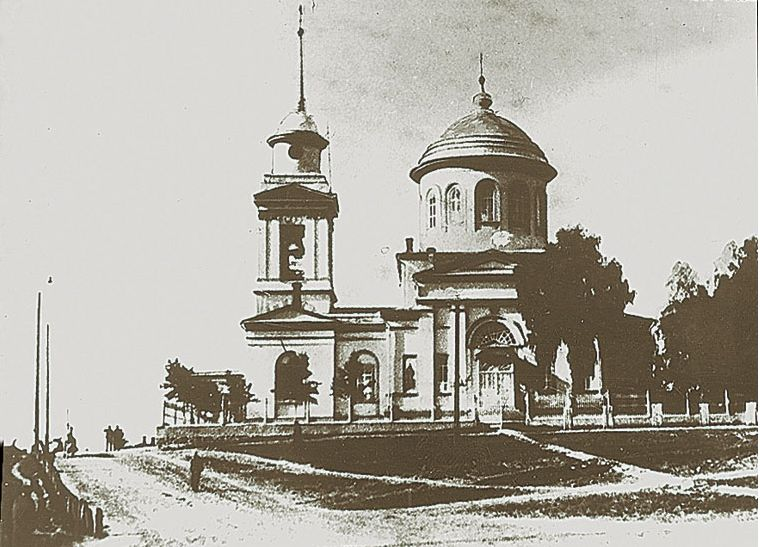
Александровская церковь с юга площади со стороны улицы Карла Маркса (Фотография)
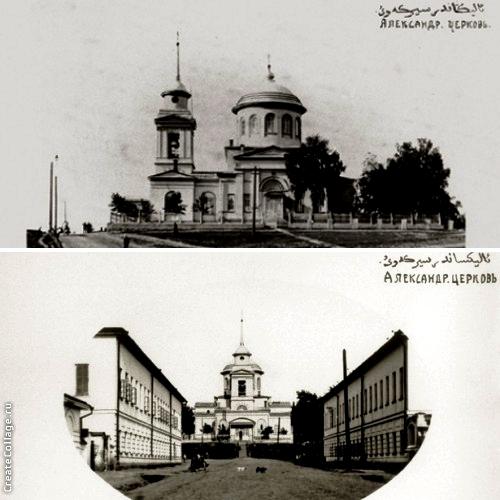
Александровская церковь (внизу) со стороны перекрёстка улиц Гоголя и Красина, видны северный и южный корпуса казарм внутренней стражи (Фотографии)
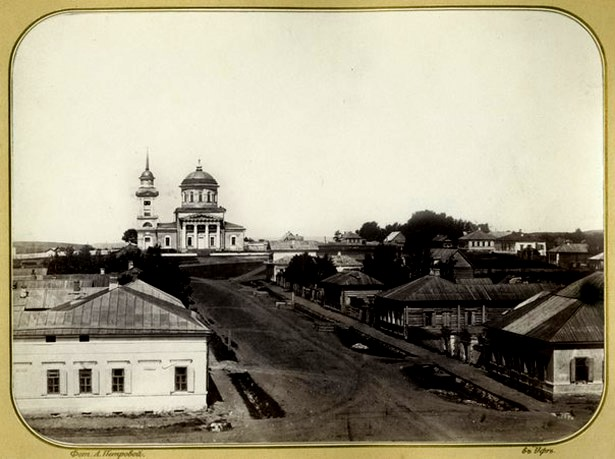
Александровская церковь и площадь с колокольни Второй пожарно-полицейской части Уфы, ныне — бизнес-центр «Капитал» по улице Карла Маркса, 37 корпус 1 (Фотография А. Петровой)